# Nadia Dandolo
Nadia Dandolo (Borgoricco, 11 settembre 1962) è una mezzofondista italiana.

## Biografia
Nel 1981 affrontò la sua prima esperienza agonistica internazionale con la partecipazione campionati del mondo di corsa campestre di Madrid che le valsero un discreto quarantaseiesimo posto, ma anche la medaglia di bronzo nella gara a squadre. L'anno successivo ripeté l'esperienza ai mondiali di cross di Roma, dove si classificò nona a livello individuale e si aggiudicò la medaglia d'argento a squadre. Sempre nel 1982 si classificò quinta nei 3000 metri piani ai campionati europei di atletica leggera indoor.
Nel 1990, dopo aver conquistato la medaglia d'oro nelle corse campestri internazionali del Campaccio e della Cinque Mulini ed essersi classificata quinta ai mondiali di corsa campestre, partecipò al Golden Gala (che quell'anno si tenne a Bologna), dove corse i 5000 metri piani in 15'11"64, prestazione che le valse il record italiano. Ma poco più di un mese dopo, un altro record fu infranto da Nadia Dandolo: quello dei 10 000 metri piani, che corse in 32'02"37 conquistando la quinta posizione ai campionati europei di atletica leggera di Spalato.
Nel 1991 conquistò la medaglia d'argento nei 3000 metri piani ai Giochi del Mediterraneo di Atene e l'anno successivo si classificò nuovamente quinta ai mondiali di cross di Boston. Ai campionati europei di atletica leggera di Helsinki 1994 si classificò ottava nei 3000 metri piani.
A livello nazionale in carriera a collezionato tre titoli italiani nella corsa campestre, uno nei 3000 metri piani e uno nella staffetta 4×1500 metri.
Terminata la sua carriera agonistica ha continuato a praticare l'atletica leggera nelle categorie master, continuando a raggiungere ottimi risultati a livello nazionale e internazionale (tra cui una medaglia d'oro e una d'argento ai mondiali master e un oro ai mondiali master indoor).

## Record nazionali

### Assoluti
- 5000 metri piani: 15'11"64 ( Bologna, 18 luglio 1990)
- 10 000 metri piani: 32'02"37 ( Spoleto, 31 agosto 1990)

### Master
- 1500 metri piani MF55: 5'03"94 ( San Biagio di Callalta, 22 luglio 2017)
- 3000 metri piani:
  - MF40: 9'28"8 ( Santa Maria di Sala, 19 giugno 2002)
  - MF45: 10'05"90 ( Firenze, 20 settembre 2009)
- 3000 metri piani indoor MF50: 10'44"10 ( San Sebastián, 19 marzo 2013)
- Mezza maratona MF55: 1h24'59" ( Toruń, 30 marzo 2019)
- Staffetta 4×800 metri MF45: 10'20"43 ( Bastia Umbra, 29 maggio 2011)

## Progressione

### 3000 metri piani
| Stagione | Tempo    | Luogo               | Data      | Rank. Mond. |
| -------- | -------- | ------------------- | --------- | ----------- |
| 2010     | 10'13"43 | Voltabarozzo        | 1-5-2010  |             |
| 2002     | 9'28"8 m | Santa Maria di Sala | 19-6-2002 | 311ª        |
| 1999     | 9'04"95  | Rovereto            | 1-9-1999  |             |
| 1998     | 9'05"93  | Rovereto            | 26-8-1998 |             |
| 1995     | 9'07"51  | New York            | 21-5-1995 |             |
| 1994     | 8'49"42  | Helsinki            | 10-8-1994 |             |
| 1991     | 8'44"36  | Stoccolma           | 3-7-1991  |             |
| 1990     | 8'44"41  | Zurigo              | 15-8-1990 |             |
| 1988     | 9'08"06  | Milano              | 6-9-1988  |             |
| 1983     | 9'11"61  | Roma                | 19-7-1983 |             |
| 1982     | 9'22"28  | Roma                | 14-9-1982 |             |

## Palmarès
| Anno            | Manifestazione          | Sede              | Evento                        | Risultato | Prestazione | Note             |
| --------------- | ----------------------- | ----------------- | ----------------------------- | --------- | ----------- | ---------------- |
| 1981            | Mondiali di cross       | Madrid            | Individuale seniores          | 46ª       | 15'13"      |                  |
| 1981            | Mondiali di cross       | Madrid            | A squadre seniores            | Bronzo    | 89 p.       |                  |
| 1982            | Europei indoor          | Milano            | 3000 m piani                  | 5ª        | 9'03"59     |                  |
| 1982            | Mondiali di cross       | Roma              | Individuale seniores          | 9ª        | 14'57"9     |                  |
| 1982            | Mondiali di cross       | Roma              | A squadre seniores            | Argento   | 57 p.       |                  |
| 1983            | Mondiali di cross       | Gateshead         | Individuale seniores          | 25ª       | 14'24"      |                  |
| 1990            | Mondiali di cross       | Aix-les-Bains     | Individuale seniores          | 5ª        | 19'39"      |                  |
| 1990            | Europei                 | Croazia           | 10 000 m piani                | 5ª        | 32'02"37    | Record nazionale |
| 1991            | Mondiali di cross       | Anversa           | Individuale seniores          | 26ª       | 21'17"      |                  |
| 1991            | Giochi del Mediterraneo | Grecia            | 3000 m piani                  | Argento   | 8'46"94     |                  |
| 1992            | Mondiali di cross       | Boston            | Individuale seniores          | 5ª        | 21'35"      |                  |
| 1993            | Mondiali di cross       | Amorebieta-Etxano | Individuale seniores          | dnf       | dnf         |                  |
| 1994            | Europei                 | Helsinki          | 3000 m piani                  | 8ª        | 8'49"42     |                  |
| 1997            | Mondiali di cross       | Torino            | Individuale seniores          | 20ª       | 21'48"      |                  |
| Attività master |                         |                   |                               |           |             |                  |
| 2009            | Mondiali master         | Lahti             | 5000 m piani MF45             | Argento   | 17'23"08    |                  |
| 2011            | Mondiali master         | Sacramento        | 5000 m piani MF45             | dns       | dns         |                  |
| 2015            | Mondiali master         | Lione             | 5000 m piani MF50             | Oro       | 18'10"21    |                  |
| 2019            | Mondiali master indoor  | Toruń             | Mezza maratona MF55           | Oro       | 1h24'59"    | Record nazionale |
| 2019            | Mondiali master indoor  | Toruń             | Mezza maratona a squadre MF55 | dnf       | dnf         |                  |

## Campionati nazionali
- 1 volta campionessa italiana assoluta dei 3000 metri piani (1991)
- 1 volta campionessa italiana assoluta della staffetta 4×1500 metri (1994)
- 3 volte campionessa italiana assoluta di corsa campestre (1990, 1991, 1992)

1990
- Oro ai campionati italiani assoluti di corsa campestre, 6 km - 19'19"

1991
- Oro ai campionati italiani assoluti di corsa campestre, 6 km - 20'24"
- Oro ai campionati italiani assoluti, 3000 metri piani - 8'48"21

1992
- Oro ai campionati italiani assoluti di corsa campestre, 6 km - 19'47"

1994
- Oro ai campionati italiani assoluti, staffetta 4×1500 metri - 17'58"73 (con Orietta Mancia, Lucilla Andreucci e Nives Curti)

## Altre competizioni internazionali
1982
- Oro al Golden Gala ( Roma, 14 settembre 1982), 3000 metri piani - 9'22"28

1990
- Oro al 34º Campaccio ( San Giorgio su Legnano) - 16'19"
- Oro alla 85ª Cinque Mulini ( San Vittore Olona)
- Oro al 13º Cross della Vallagarina ( Villa Lagarina) - 15'46"7
- Oro al Golden Gala ( Bologna, 18 luglio 1990), 5000 metri piani - 15'11"64
- Argento al Weltklasse Zürich ( Svizzera, 15 agosto 1990), 3000 metri piani - 8'44"41

1991
- Bronzo al DN Galan ( Stoccolma, 3 luglio 1991), 3000 metri piani - 8'44"36

1992
- Oro al 15º Cross della Vallagarina ( Villa Lagarina) - 15'40"9

1994
- 12ª al Golden Gala ( Roma, 8 giugno 1994), 3000 metri piani - 8'59"20
- 5ª all'ISTAF Berlin ( Berlino, 30 agosto 1994), 5000 metri piani - 15'14"23
- 7ª in IAAF Grand Prix Final ( Parigi, 3 settembre 1994), 5000 metri piani - 15'25"02

1997
- Oro  al 20º Cross della Vallagarina ( Villa Lagarina) - 15'22"
- 14ª al Golden Gala ( Roma, 5 giugno 1997), 5000 metri piani - 15'42"54